# Jezioro Nyskie
Der Jezioro Nyskie, auch Jezioro Głębinowskie, Zbiornik Nysa (Neisser Stausee) liegt westlich der Stadt  Nysa (Neisse) in der Woiwodschaft Oppeln in Polen und ist ein Stausee der Glatzer Neiße, der im Jahre 1971 fertiggestellt wurde. Dieses Wasserreservoir hat neben seinem Zweck als Hochwasserschutz und Abflussregulierung für die Binnenschifffahrt der Oder inzwischen eine große Bedeutung für die Naherholung der Nysaer Bevölkerung und den Tourismus bekommen.

## Größe und Bedeutung des Reservoirs
Der Damm, der den See aufstaut, ist zwei Kilometer lang und 20 Meter hoch. Die Wasserfläche umfasst 2000 Hektar mit rund 124 Millionen Kubikmeter Wasservolumen. Mehrere Ansiedlungen mussten verlegt werden, um den See aufstauen zu können. Ein Wasserkraftwerk produziert Strom.
Zusammen mit dem Otmuchówer Staubecken ist der Nysa Stausee ein neu ausgewiesenes Landschaftsschutzgebiet (polnisch: Otmuchowsko-Nyski Obszar Krajobrazu Chronionego), in dem viele Vogelarten ihren Lebensraum haben.

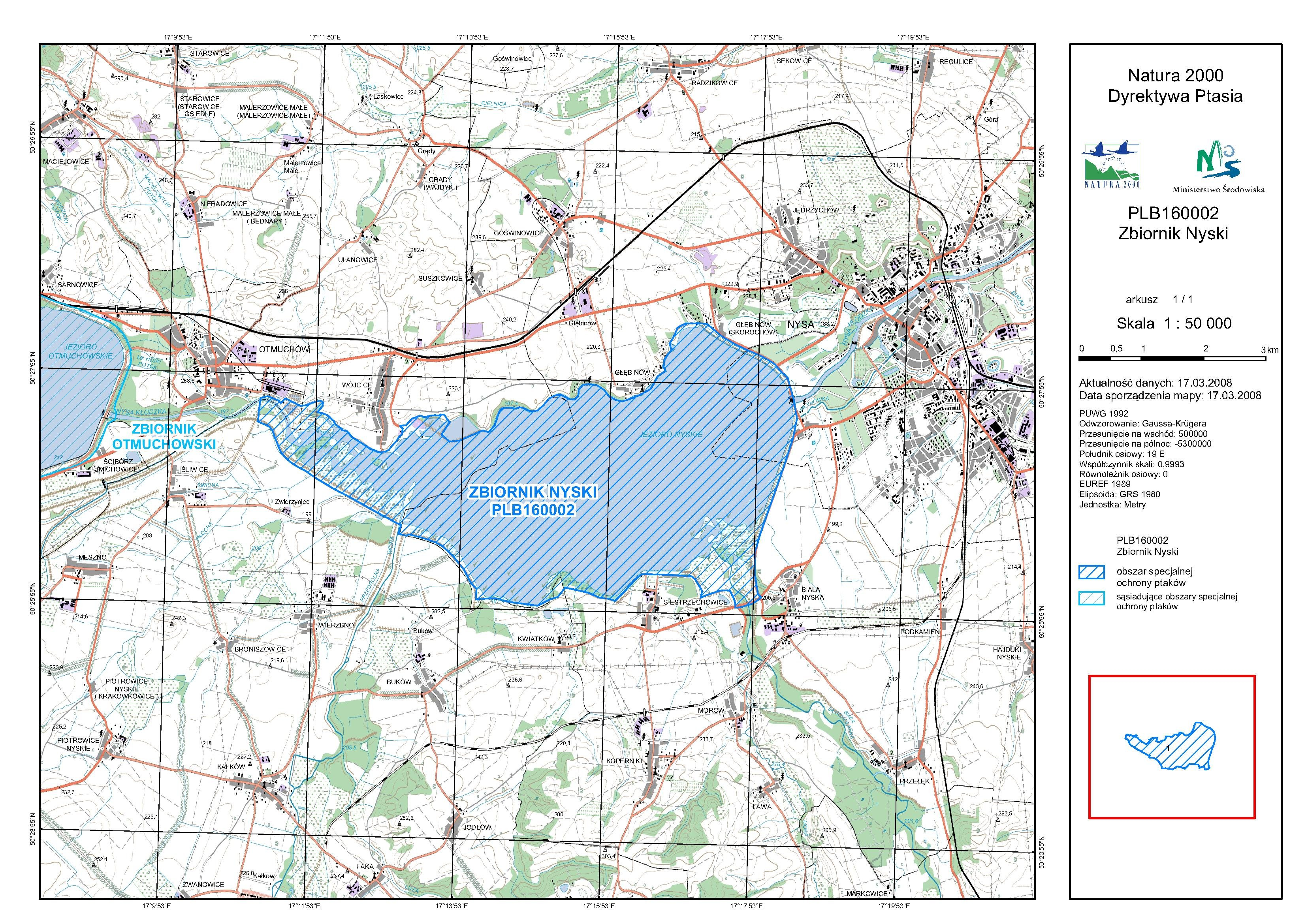
Zbiornik Nyski Natura 2000 OChK Otmuchów-Nysa – Die Karte zeigt die polnische Planung aus dem Jahr 2008.

## Tourismus
Heute ist er ein beliebtes Ziel für die Naherholung und für Touristen. Der See mit seinen Sandstränden wird auch  polnische "Copacabana" genannt. Die Fläche des Sees beträgt 2077 Hektar.
Der Nysaer See wird auch von Wassersportlern und Anglern aufgesucht. In der Nähe liegt auch der Jezioro Otmuchowskie (Ottmachauer See), der ähnliche Bedingungen bietet wie der Jezioro Nyskie.